# Giọng ca dĩ vãng
"Giọng ca dĩ vãng" là một ca khúc nhạc vàng của nhạc sĩ Bảo Thu sáng tác vào năm 1967. Đây là một trong những ca khúc gắn liền với sự nghiệp của nhạc sĩ Bảo Thu và nổi tiếng qua tiếng hát của Giao Linh.

## Hoàn cảnh sáng tác
Năm 1965, nhạc sĩ Bảo Thu phụ nhạc sĩ Nguyễn Đức tập luyện trong các em trong ban Việt Nhi, trong đó có nữ ca sĩ Phương Hoài Tâm. Cô Phương Hoài Tâm nhỏ hơn ông 5 tuổi, mái tóc cô uốn như một vầng trăng khuyết và che lấp một phần má. Một thời gian sau, Bảo Thu mở lớp nhạc tại đường Trần Hưng Đạo. Ông thường hay đến nhà cô Phương Hoài Tâm để dạy nhạc và giới thiệu cô diễn tại một số phòng trà. Trong thời gian này, ông có viết ca khúc "Đừng hỏi vì sao tôi buồn", "Ước vọng tương phùng", "Tôi yêu tiếng hát học trò" để bày tỏ nỗi lòng. Một thời gian sau, Bảo Thu nghe được tin cô sắp lấy chồng, ông đã viết bài "Giọng ca dĩ vãng" trong sự buồn bã.
Bài hát được ông tự xuất bản vào năm 1967, bìa do một họa sĩ vẽ mẫu hình Kim Loan. Sau đó, ông sáng tác bài "Vọng về tim" nhưng không mấy thành công.

## Ca sĩ thể hiện
"Giọng ca dĩ vãng" được thu âm lần đầu tiên bởi Giao Linh cho hãng đĩa Sơn Ca của nhạc sĩ Nguyễn Văn Đông. Theo lời kể của nhạc sĩ Bảo Thu số lượng đĩa bán ra lên đến 500 ngàn bản. Đến nay "Giọng ca dĩ vãng" là một trong những ca khúc gắn liền với tiếng hát của Giao Linh. Soạn giả Loan Thảo cũng viết lời vọng cổ cho bài hát này được thể hiện bởi hai nghệ sĩ Bạch Tuyết – Dũng Thanh Lâm. Bài hát cũng được một số ca sĩ thể hiện như Thái Châu, Tuấn Vũ, Chế Linh, Như Quỳnh, Hương Lan. Nhưng có lẽ người thể hiện thành công nhạc phẩm này nhất vẫn là Giao Linh.